# Tall al-Ubajd

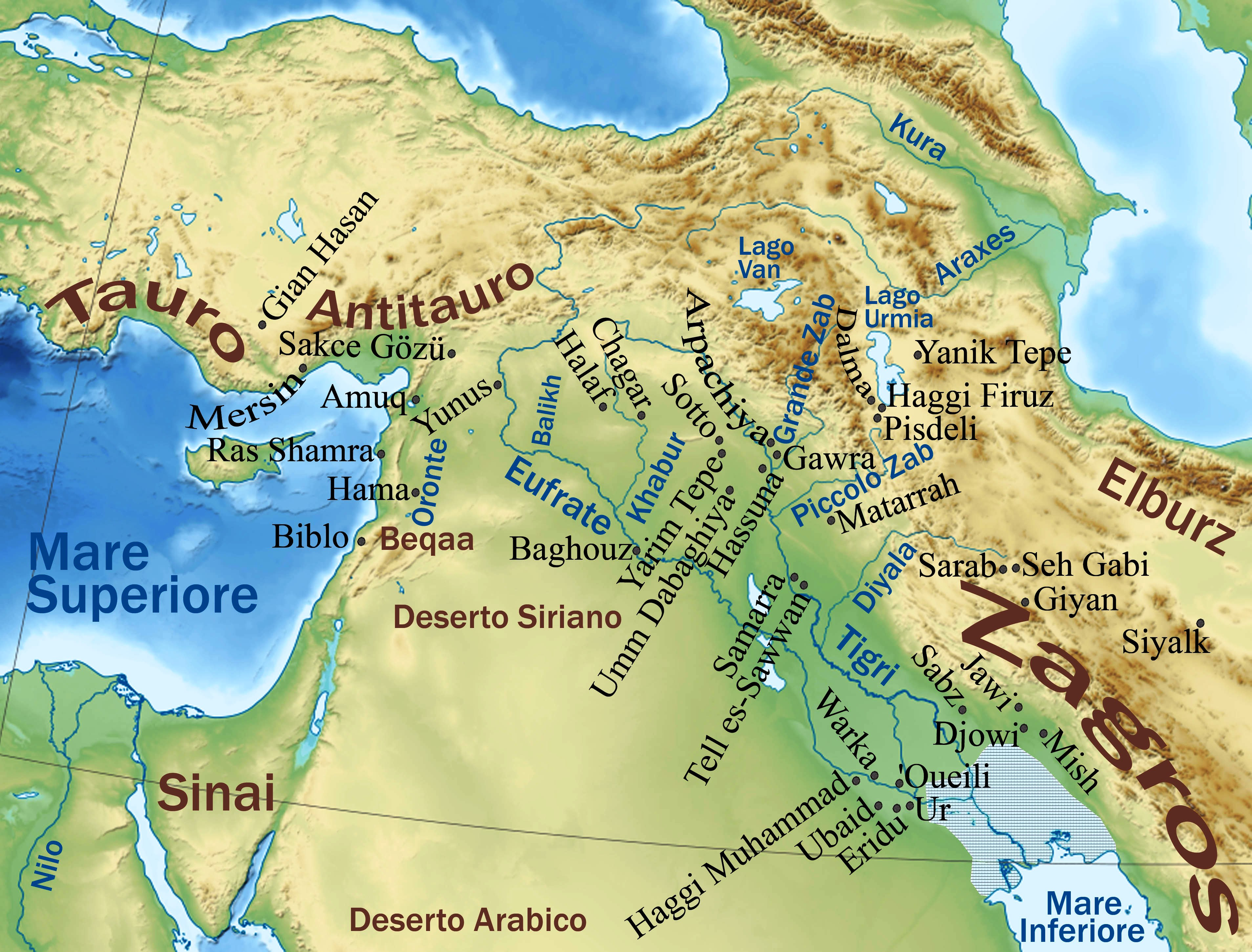
Mapa Mezopotamii z zaznaczonym położeniem stanowiska Tall al-Ubajd (Ubaid) i innych ważnych południowomezopotamskich stanowisk okresu Ubajd.

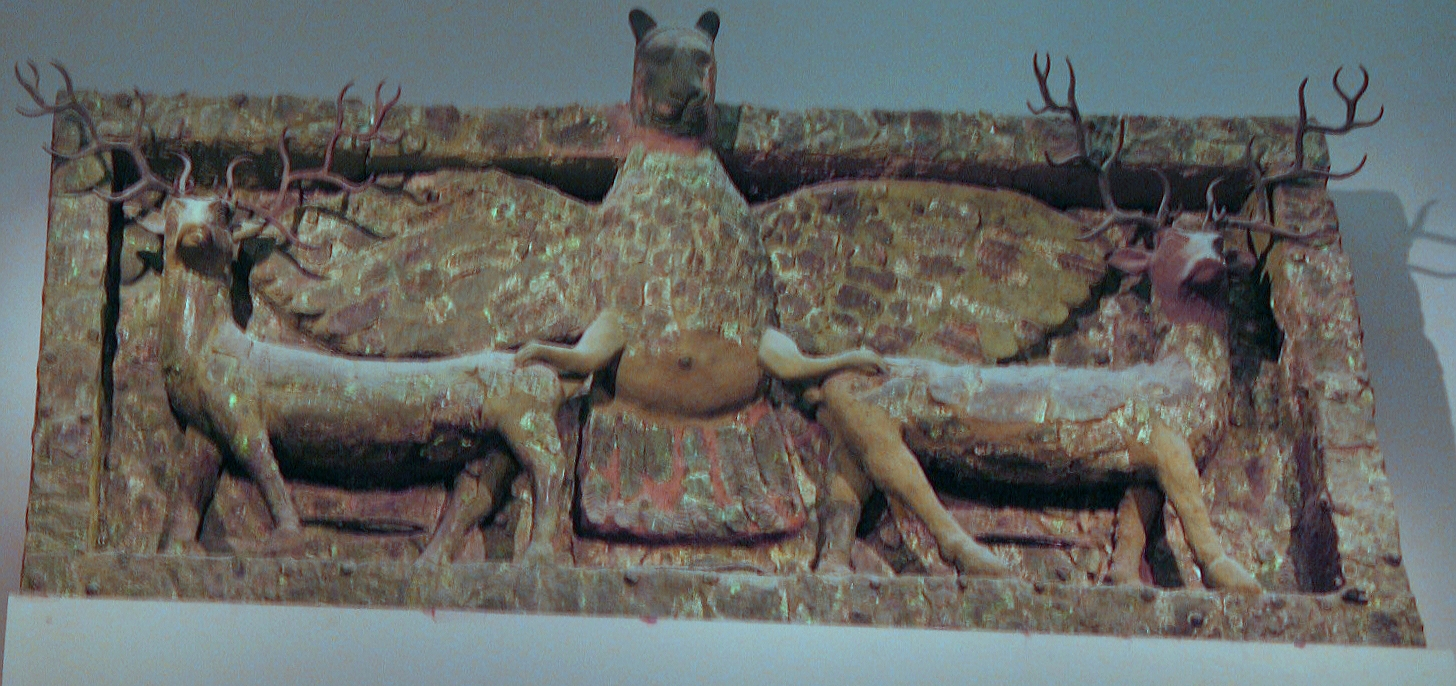
Miedziany panel z fasady świątyni Ninhursag w Tall al-Ubajd z przedstawieniem ptaka Anzu chwytającego parę jeleni; ok. 2500 p.n.e.; zbiory British Museum.

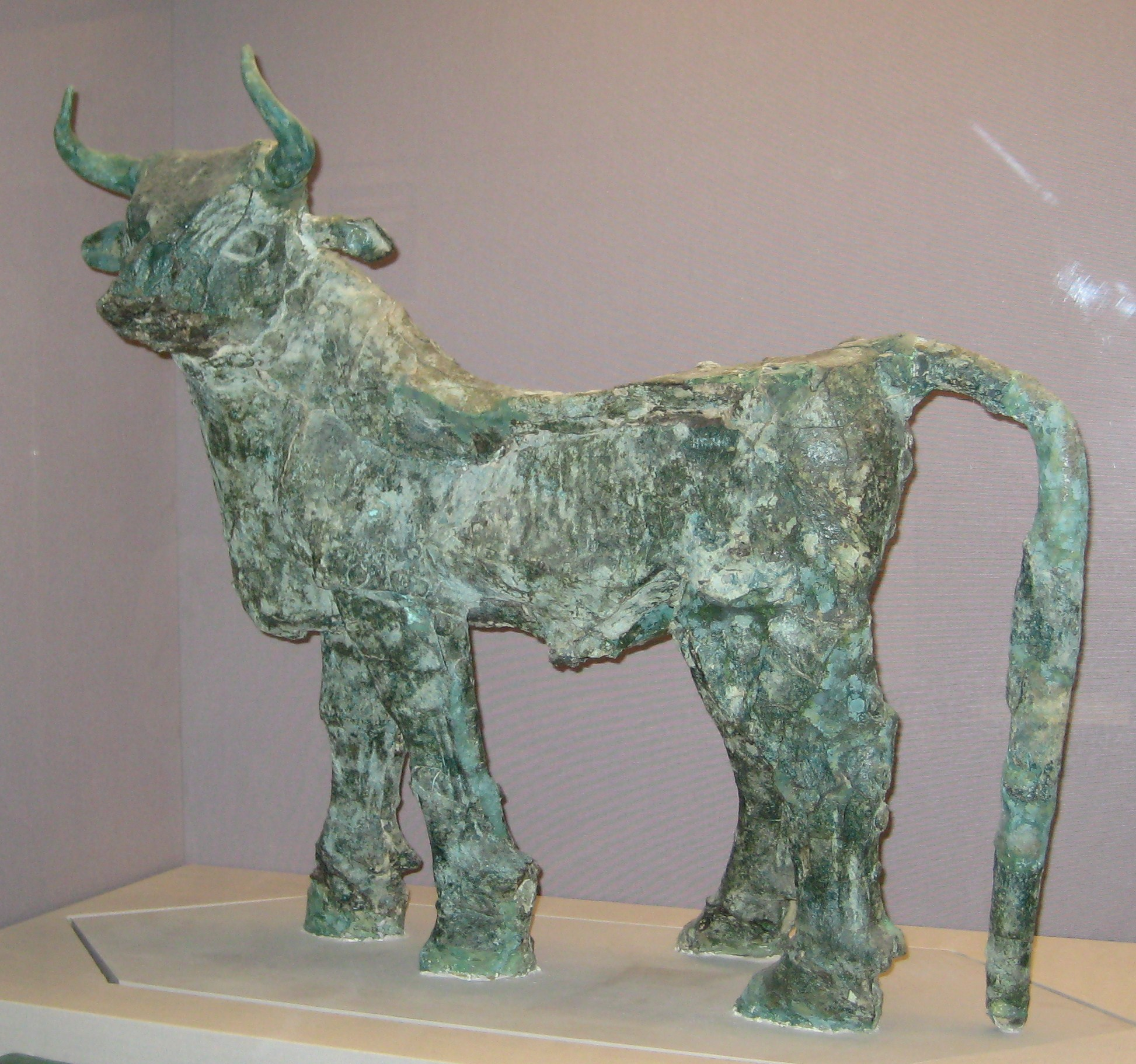
Jedna z ośmiu figurek byków odkrytych w Tall al-Ubajd; ok. 2500 p.n.e.; zbiory British Museum.

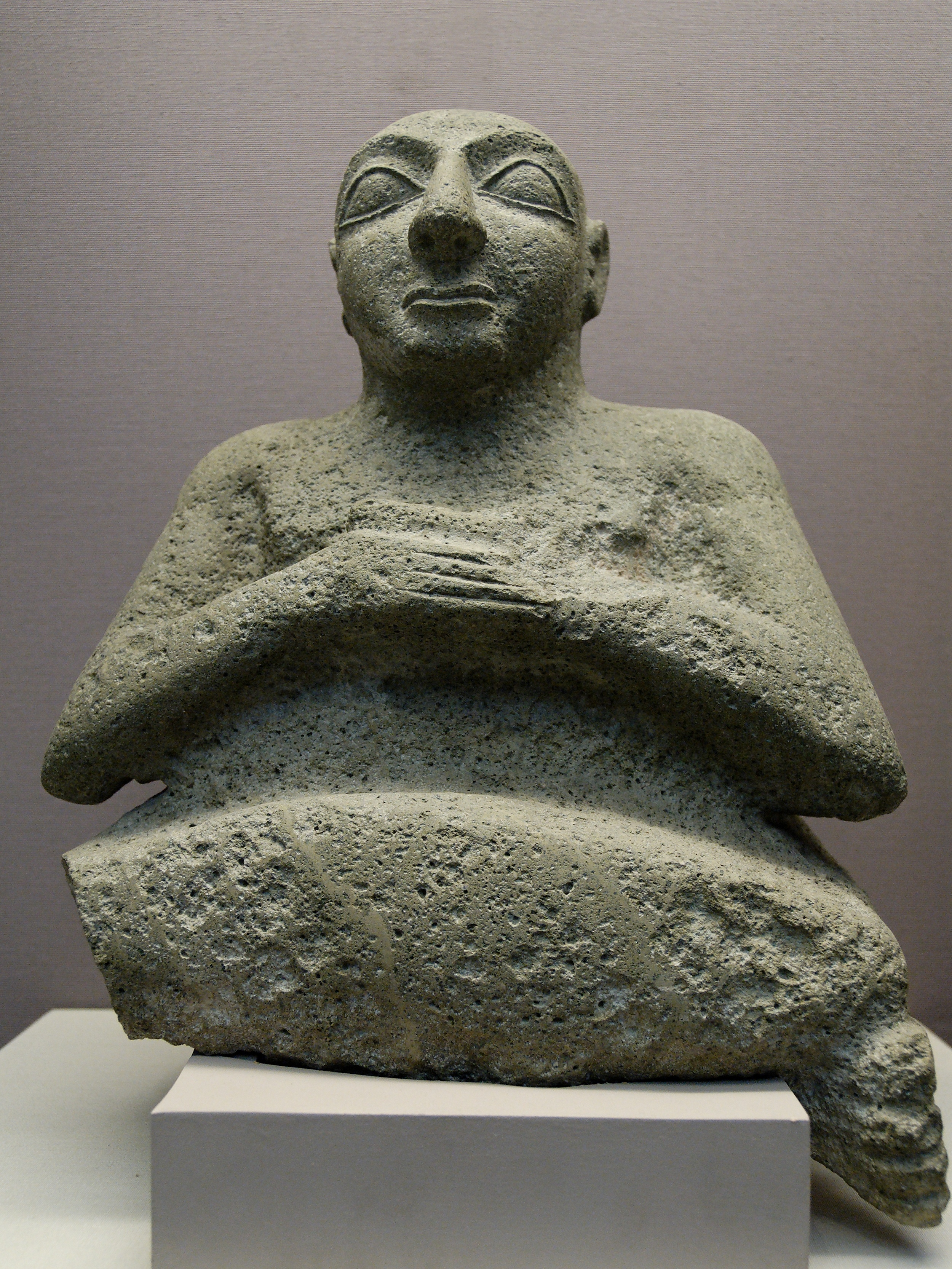
Kamienny posąg odkryty w pobliżu świątyni Ninhursag w Tall al-Ubajd; ok. 2500 p.n.e.; wys. 37,5 cm; zbiory British Museum

Tall al-Ubajd – stanowisko archeologiczne w Iraku, które dało nazwę okresowi Ubajd - ostatniemu okresowi prehistorii w Mezopotamii.

## Stanowisko
Stanowisko Tall al-Ubajd zlokalizowane jest ok. 6 km na zachód od starożytnego miasta Ur, na prawym brzegu Eufratu. Znajduje się tu jeden mały tell, długi na ok. 350 metrów i wysoki na 6-7 metrów.

## Wykopaliska
Wykopaliska na stanowisku rozpoczął w 1919 roku Harry R. Hall z ramienia British Museum. W latach 1923-24 prace Halla kontynuował C. Leonard Woolley, odpowiedzialny za wykopaliska na sąsiednim stanowisku w Ur. W 1937 roku prace na stanowisku prowadzili  Pinhas Delougaz i Seton Lloyd. Od tego czasu stanowisko nie było badane. 

## Odkrycia
W wykopie o wymiarach 30 x 2,1 m otworzonym w centrum tella odkryto dużą ilość znalezisk z późnego okresu Ubajd (Ubajd 4 i/lub 5): charakterystyczną malowaną monochromatycznie ceramikę, tłuczki z wypalanej gliny, fragmenty sierpów z krzemiennymi ostrzami, niewielkie wygładzone siekiery oraz figurki z terakoty. 
Na południe od wykopu odkryto duże cmentarzysko, a w nim 94 pochówki. Na podstawie znalezisk grobowych ustalono, iż było ono użytkowane w fazach Ubajd 3 i 4 (ok. 5000-4300 p.n.e.). 
Na północ od cmentarzyska i wykopu archeolodzy odkryli pojedynczą budowlę, która okazała się być dużą, stojącą osobno świątynią. Według odkrytej inskrypcji świątynię tą wznieść miał "Aanepada, król Ur, syn Mesanepady, króla Ur, dla (bogini) Ninhursag". Aanepada panował ok. 2500 r. p.n.e., a jego ojciec wymieniony jest w Sumeryjskiej liście królów wśród władców z I dynastii z Ur. Świątynia wzniesiona została na czworokątnym, ceglanym tarasie o wymiarach 33 x 26 m, na którego szczyt wiodły schody. Niestety po samym sanktuarium nie pozostał żaden ślad. Teren wokół świątyni otoczony był grubym, owalnym murem, przez co całe założenie wykazuje wiele analogii do odkrytej w Chafadżi tzw. Owalnej Świątyni. U podstawy tarasu, po obu stronach schodów, Hall i Woolley odkryli wiele elementów dekoracyjnych, które najprawdopodobniej odpadły od fasady budynku. Wszystkie te obiekty znajdują się obecnie w British Museum. Na zbiór składa się osiem figurek byków wykonanych z miedzi i drewna, niewielkie gliniane główki ptaków i leopardów, duży miedziany panel (2,38 x 1,07 m) przedstawiający mitycznego ptaka Anzu chwytającego dwa jelenie, liczne gliniane „gwoździe”, których główki miały kształt kwiatów oraz fragmenty miedzianych kolumn zdobionych kamienną mozaiką.

## Obecny stan stanowiska
6 czerwca 2008 roku jednodniowy rekonesans na stanowisku przeprowadzili brytyjscy i iraccy archeolodzy działający z ramienia British Museum. W swym raporcie zwracają oni uwagę na duże uszkodzenia, jakich dokonała tu w 2003 roku armia iracka przekształcając tell w obiekt wojskowy ze stacją radarową na szczycie. Ślady prowadzonych tu wówczas prac ziemnych są wciąż dobrze widoczne na całym stanowisku. Śladów nielegalnych wykopalisk nie stwierdzono.

## Literatura (wybór)
- Pinhas Delougaz, "A Short Investigation of the Temple at Al-‘Ubaid", Iraq 3 (1938), s. 1-11.
- Harry R. Hall i C. Leonard Woolley, Ur Excavations, vol. I (Al-‘Ubaid), Oxford 1927.